# Goizueta
Goizueta és un municipi de Navarra, a la comarca de Norte de Aralar, dins la merindad de Pamplona. Más d'un terç de la seva superfície total constituïx la finca d'Artikutza, de 37 km², propietat de l'Ajuntament de Sant Sebastià

## Topònim
El poble rep el seu nom del Pont de Zubi Haundi, que uneix les dues ribes del riu Urumea i els dos barris en els quals queda dividit el poble pel riu. Etimològicament el nom prové de l'euskera, de goi (alt) + zubi (pont) + -eta (sufix que indica lloc de); i significa lloc del pont alt.

## Demografia
| Evolució demogràfica                                | Evolució demogràfica | Evolució demogràfica | Evolució demogràfica | Evolució demogràfica | Evolució demogràfica | Evolució demogràfica | Evolució demogràfica | Evolució demogràfica | Evolució demogràfica | Evolució demogràfica |
| 1996                                                | 1998                 | 1999                 | 2000                 | 2001                 | 2002                 | 2003                 | 2004                 | 2005                 | 2006                 | 2007                 |
| --------------------------------------------------- | -------------------- | -------------------- | -------------------- | -------------------- | -------------------- | -------------------- | -------------------- | -------------------- | -------------------- | -------------------- |
| 949                                                 | 923                  | 906                  | 903                  | 911                  | 891                  | 853                  | 814                  | 814                  | 809                  | 815                  |
| Fonts: Goizueta i Institut d'Estadística de Navarra |                      |                      |                      |                      |                      |                      |                      |                      |                      |                      |

## Personatges cèlebres
- Dionisio Txoperena (1955-2006): pastor i protagonista d'una campanya publicitària als EUA
- José Mari Bakero (1963): ex futbolista, entrenador i comentarista esportiu.
- Aimar Olaizola, Olaizola II (1979): pilotari.
- Asier Olaizola, Olaizola I (1975): pilotari.
- Patziku Perurena: Escriptor i etnògraf